# 德寿县
德寿县（越南语：／）是越南河静省下辖的一个县。

## 地理
德寿县北接乂安省兴元县和南坛县；西接香山县；西南接雾光县；东南接干禄县；东接鸿岭市社。

## 历史
1981年9月19日，德寿县设立鸿岭市镇。1992年3月2日，越南政府决定析出德寿县鸿岭市镇、德顺社、忠良社1市镇2社和德盛社部分区域，与干禄县度辽社和顺禄社2社合并，建立鸿岭市社。
2019年11月21日，德燕社并入德寿市镇，裴舍社、德罗社和德仁社合并为裴罗仁社，德林社、中礼社和德水社合并为林中水社，德清社、德盛社和泰安社合并为清平盛社，德松社和德洲社合并为松洲社，德光社和德永社合并为光永社，德安社和德勇社合并为安勇社，德乐社和德和社合并为和乐社，德隆社和德立社合并为新民社。

## 行政区划
德寿县下辖1市镇15社，县莅德寿市镇。
- 德寿市镇（Thị trấn Đức Thọ）
- 安勇社（Xã An Dũng）
- 裴罗仁社（Xã Bùi La Nhân）
- 德同社（Xã Đức Đồng）
- 德谅社（Xã Đức Lạng）
- 和乐社（Xã Hòa Lạc）
- 林中水社（Xã Lâm Trung Thủy）
- 连明社（Xã Liên Minh）
- 光永社（Xã Quang Vĩnh）
- 新民社（Xã Tân Dân）
- 新香社（Xã Tân Hương）
- 清平盛社（Xã Thanh Bình Thịnh）
- 长山社（Xã Trường Sơn）
- 松影社（Xã Tùng Ảnh）
- 松洲社（Xã Tùng Châu）
- 安湖社（Xã Yên Hồ）